# Beliu

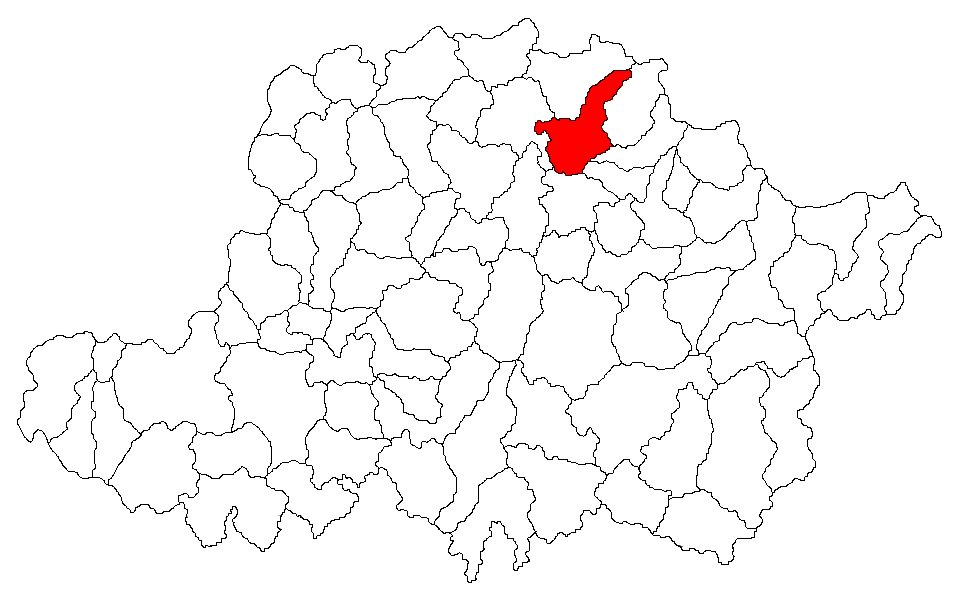
Lage der Gemeinde Beliu im Kreis Arad

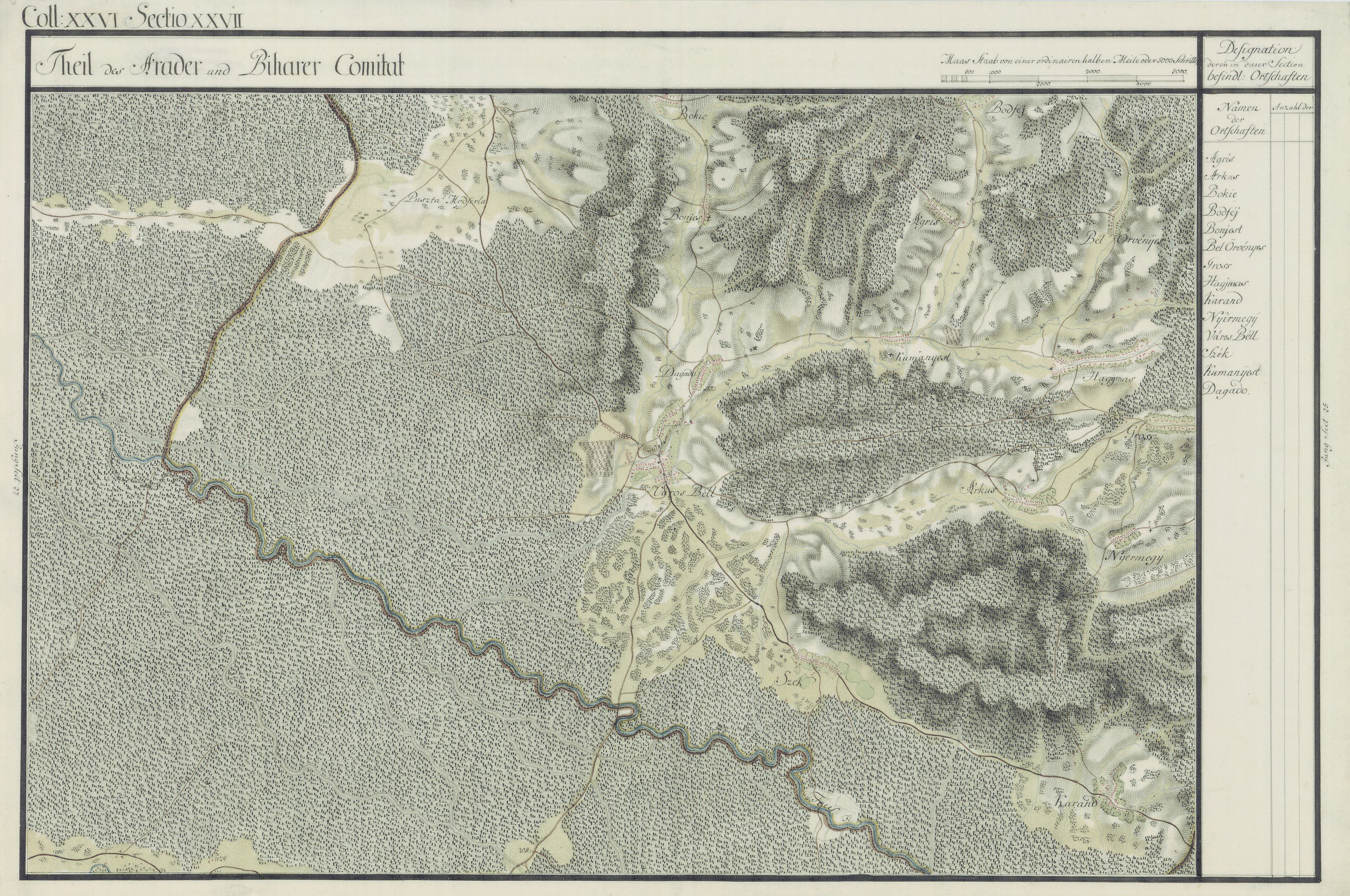
Beliu auf der Josephinischen Landaufnahme

Beliu (deutsch Bell, ungarisch Bél) ist eine Gemeinde im Kreis Arad, im Kreischgebiet, im Westen Rumäniens. Zu der Gemeinde Beliu gehören auch die Dörfer Benești, Bochia, Secaci, Tăgădău und Vasile Goldiș.

## Geografische Lage
Beliu liegt am Fuße des Codru-Moma-Gebirges, in 77 km Entfernung von der Kreishauptstadt Arad.

## Nachbarorte
| Vasile Goldiș | Bochia                                      | Tăgădău  |
| Gurba         | Kompassrose, die auf Nachbargemeinden zeigt | Hășmaș   |
| Ineu          | Bocsig                                      | Seliștea |

## Geschichte
Die erste urkundliche Erwähnung der Ortschaft Boy stammt aus dem Jahr 1332. Auf dem Areal der Gemeinde befand sich eine Erdfestung, Castrum Belland, in die sich der Wojwode Menumorut nach dem Verlust seines Regierungssitzes Biharia zurückgezogen hat. Diese Festung wurde 1541 von den Türken erobert. Michael der Tapfere herrschte hier in der Zeitspanne 1599–1601.
Nach dem Frieden von Karlowitz (1699) kam Arad und das Maroscher Land unter österreichische Herrschaft, während das Banat südlich der Marosch bis zum Frieden von Passarowitz (1718) unter Türkenherrschaft verblieb. Die Festung Bell wurde 1711 von den Habsburgern erobert. Auf der Josephinischen Landaufnahme ist Varos Bell eingetragen.
Infolge des Österreichisch-Ungarischen Ausgleichs (1867) wurde das Arader Land, wie das gesamte Banat und Siebenbürgen, dem Königreich Ungarn innerhalb der Doppelmonarchie Österreich-Ungarn angegliedert. Die amtliche Ortsbezeichnung war Bél.
Der Vertrag von Trianon am 4. Juni 1920 hatte die Grenzregulierung zur Folge, wodurch Beliu an das Königreich Rumänien fiel.

## Bevölkerungsentwicklung
| 1880 | 3535 | 2944 | 377 | 58 | 156           |
| 1910 | 4907 | 3873 | 764 | 88 | 182           |
| 1930 | 4797 | 4154 | 489 | 14 | 140           |
| 1977 | 4147 | 4046 | 88  | 7  | 6             |
| 1992 | 3542 | 3408 | 86  | 9  | 39            |
| 2002 | 3320 | 3017 | 72  | 3  | 228           |
| 2021 | 2936 | 2695 | 25  | 2  | 214 (89 Roma) |